# Артёмов, Александр Васильевич
Александр Васильевич Артёмов (род. 20 апреля 1963 года, Тара, Омская область, РСФСР, СССР) — российский политический деятель, председатель Законодательного собрания Омской области с 13 июля 2023 года.

## Биография
Александр Артёмов родился в Таре 20 апреля 1963 года. Окончив среднюю школу, поступил на исторический факультет Омского государственного педагогического института им. A.M. Горького, который окончил в 1985 году, получив специальность «история, обществоведение, советское право», учитель средней школы.
В 1980 году начал работать слесарем в детском саде № 5 г. Тары, позже был лаборантом на кафедре истории СССР ОмГПИ. В 1985 - 1986 годах проходил срочную службу. После демобилизации стал работать учителем истории тарской школы № 11.
С 1986 по 1991 годы трудился в должности второго и первого секретаря Тарского ГК ВЛКСМ. С 1991 по 1997 годы занимал должности управляющего делами, заместителя главы администрации Тарского района.
В 1997 году назначен на должность председателя комитета по молодежной политике и туризму Администрации Омской области, на данной должности проработал до мая 1998 года. С 1998 года являлся управляющим делами, а с 2003 по 2004 годы — заместителем Губернатора Омской области.
С января 2004 года по апрель 2009 года — заместитель Председателя Правительства Омской области, руководитель аппарата Губернатора Омской области. В дальнейшем до декабря 2011 года работал заместителем Председателя Правительства Омской области.
С 2007 по 2016 годы являлся секретарём политсовета Омского регионального отделения Всероссийской политической партии «Единая Россия». С 2016 года по настоящее время — член Президиума политсовета регионального отделения.
В 2011 году был избран депутатом Законодательного Собрания Омской области по единому областному избирательному округу от избирательного объединения "Омское региональное отделение Всероссийской политической партии «Единая Россия», был руководителем фракции "Единая Россия" в Законодательном Собрании Омской области. 
В 2016 вновь избран депутатом Законодательного Собрания Омской области седьмого созыва по единому областному избирательному округу от Омского регионального отделения Всероссийской политической партии «Единая Россия», заместитель Председателя Законодательного Собрания Омской области, руководитель фракции Всероссийской политической партии "ЕДИНАЯ РОССИЯ" в Законодательном Собрании Омской области. В 2021 году переизбран на новый срок полномочий.
13 июля 2023 года избран Председателем Законодательного Собрания Омской области.
Женат, воспитал двух сыновей.

## Награды
- Две БлагодарностИ Президента РФ (2004, 2008 гг.);
- Медалью ордена «За заслуги перед Отечеством» II степени (2006 г.);
- Медаль «За заслуги в проведении Всероссийской переписи населения» (2002 г.);
- Орден Преподобного Серафима Саровского II степени;
- Орден Дружбы.